# 기업공학

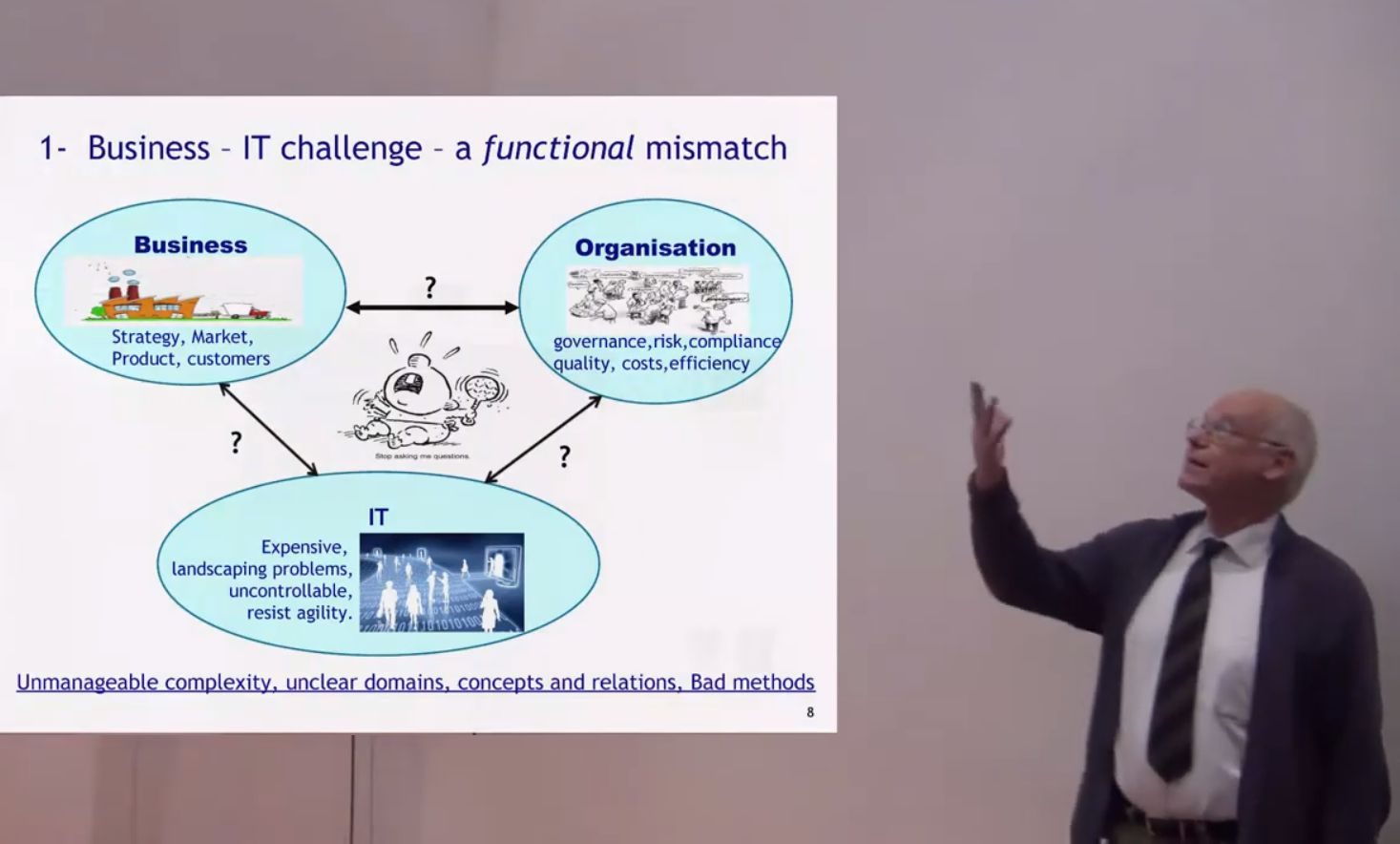

기업공학(企業工學, Enterprise engineering)은 시스템 공학, 소프트웨어 공학과 연관된 분야로, 기업의 사업과 조직의 디자인과 공학에 관해 연구한다.
기업 전체 또는 일부를 설계하는 데 사용되는 지식, 원칙 및 관행의 본체이다. 기업은 공동의 사명을 지원하기 위해 서로 그리고 그들의 환경과 상호 작용하는 사람, 정보 및 기술로 구성된 복잡한 사회 기술 시스템이다. 한 가지 정의는 "기업의 식별, 설계 및 구현과 기업의 지속적인 진화를 위한 기업 수명 주기 지향적 규율"이며 기업 모델링에 의해 지원된다. 규율은 비즈니스 프로세스, 정보 흐름, 물질 흐름 및 조직 구조를 포함하여 기업의 각 측면을 검사한다. 기업 엔지니어링은 기업 전체의 설계 또는 특정 비즈니스 구성 요소의 설계 및 통합에 초점을 맞출 수 있다.

## 같이 보기
- 엔터프라이즈 아키텍처
- 산업공학
- 경영공학